# Europæisk film
Filmkunst har sin oprindelse i Europa og opstod i biografform i 1890'erne, med blandt andet Lumière brødrenes kortfilm visninger i Frankrig.(se også filmhistorie).
Europæisk film har, i forhold til den dominerende amerikanske, ry for at være mere liberal med hensyn til nøgenhed og seksualitet, men også mindre liberal med hensyn til vold. En anden forskel er, at europæiske film ofte får ydet økonomisk støtte af staten, derfor er der også mere plads til at udvikle en mere personlig, kunstnerisk-orienteret form, ofte med mere kunstnerisk frihed i modsætning til den mere kommercielt orienterede underholdningsindustri.
Nogle vigtige europæiske film kunstnerisk stilart, tysk ekspressionisme, italiensk neorealisme, fransk ny bølge, polske filmskole, den nye tyske film, Dogme95 og den tjekkoslovakiske nye bølge.
Mange af de europæiske filmens fremtrædende udøvere samledes i European Film Academy, der årligt uddeler priser, European Film Awards.

## Nogle europæiske filmfestivaler
- Copenhagen International Documentary Festival
- Odense Internationale Film Festival
- Berlins filmfestival
- Filmfestivalen i Cannes
- Filmfestivalen i Karlovy Vary
- Filmfestivalen i Krakow
- International Filmfestival i Locarno
- Moskvas international filmfestival
- Rotterdams international filmfestival
- Filmfestivalen i San Sebastián
- International filmfestivalen i Thessaloniki
- Filmfestivalen i Venedig
- Stockholms filmfestival
- Göteborgs filmfestival
- BUFF Filmfestival i Malmö
- Jameson Dublin International Filmfestival